# Wereldkampioenschappen quadrathlon
De Wereldkampioenschappen quadrathlon zijn door de World Quadrathlon Federation (WQF) georganiseerde wereldkampioenschappen voor quadrathlon-atleten. 

## Erelijst

### Heren

#### Sprint
| Jaar | Locatie          | Goud               | Zilver              | Brons               |
| ---- | ---------------- | ------------------ | ------------------- | ------------------- |
| 2002 | Sedlčany         | Miroslav Podborský | Jan Souček          | Jan Kolanda         |
| 2003 | Prenzlau         | Miroslav Podborský | Thoralf Berg        | Radan Pazderka      |
| 2004 | Sedlčany         | Miroslav Podborský | Leoš Roušavý        | Jan Souček          |
| 2005 | Halifax          | Miroslav Podborský | Jan Kolanda         | Trevor MacLean      |
| 2006 | Halifax          | Lukáš Matys        | Jan Kolanda         | Leoš Roušavý        |
| 2012 | Bergsee Ratscher | Leoš Roušavý       | Stefan Teichert     | Steffen Burkhardt   |
| 2013 | Týn nad Vltavou  | Miroslav Podborský | Leoš Roušavý        | Michal Háša         |
| 2014 | Berlijn          | Albert Corominas   | Stefan Teichert     | Stefan Wegner       |
| 2015 | Šamorín          | Enrique Peces      | Martin Flinta       | Thoralf Berg        |
| 2016 | Týn nad Vltavou  | Gergő Badar        | Enrique Peces       | Martin Flinta       |
| 2017 | Komárno          | Enrique Peces      | Tomáš Svoboda       | Jonathan Monteagudo |
| 2018 | Bergsee Ratscher | Tomáš Svoboda      | Jonathan Monteagudo | Stefan Teichert     |
| 2019 | Kaposvár         | Tomáš Svoboda      | William Peters      | Ferenc Csima        |
| 2020 | Bergsee Ratscher | Krzysztof Wolski   | Milan Oslik         | Stefan Teichert     |

#### Middellange afstand
| Jaar | Locatie          | Goud               | Zilver             | Brons              |
| ---- | ---------------- | ------------------ | ------------------ | ------------------ |
| 1999 | Sedlčany         | Miroslav Podborský | Jan Strangműller   | János Warvasovszki |
| 2000 | Sedlčany         | Miroslav Podborský | Radan Pazderka     | Thoralf Berg       |
| 2001 | Sedlčany         | Miroslav Podborský | Alberto Cebollada  | Jan Kolanda        |
| 2002 | Berlijn          | Miroslav Podborský | Radan Pazderka     | Jan Zima           |
| 2003 | Sedlčany         | Miroslav Podborský | Thoralf Berg       | Jozef Ivanko       |
| 2004 | Halifax          | Miroslav Podborský | Thoralf Berg       | Lukáš Matys        |
| 2005 | Sedlčany         | Miroslav Podborský | Thoralf Berg       | Jozef Ivanko       |
| 2006 | Sedlčany         | Miroslav Podborský | Thoralf Berg       | Lukáš Matys        |
| 2007 | Sedlčany         | Daniel Corner      | Miroslav Podborský | Thoralf Berg       |
| 2008 | Sedlčany         | Daniel Corner      | Miroslav Podborský | Thoralf Berg       |
| 2009 | Sedlčany         | Daniel Corner      | Miroslav Podborský | Thoralf Berg       |
| 2010 | Sedlčany         | Anatolij Nesterov  | Miroslav Podborský | Péter Hóbor        |
| 2011 | Sedlčany         | Miroslav Podborský | Péter Hóbor        | Steven Clark       |
| 2012 | Sedlčany         | Miroslav Podborský | Leoš Roušavý       | Stefan Teichert    |
| 2013 | Bergsee Ratscher | Stefan Teichert    | Leoš Roušavý       | Michal Háša        |
| 2014 | Brigg            | Steve King         | Tom Stead          | Leoš Roušavý       |
| 2015 | Wolsztyn         | Enrique Peces      | Martin Flinta      | Thoralf Berg       |
| 2016 | Orfü             | Gergő Badar        | Enrique Peces      | Martin Flinta      |
| 2017 | Orfü             | Gergő Badar        | Enrique Peces      | Ferenc Csima       |
| 2018 | Týn nad Vltavou  | Gergő Badar        | Tomáš Svoboda      | Ferenc Csima       |
| 2019 | Brigg            | William Peters     | Tomáš Svoboda      | Ferenc Csima       |

#### Lange afstand
| Jaar | Locatie   | Goud               | Zilver             | Brons              |
| ---- | --------- | ------------------ | ------------------ | ------------------ |
| 1989 | Ibiza     | Nigel Reynolds     |                    |                    |
| 1990 | Ibiza     | Nigel Reynolds     |                    |                    |
| 1991 | Ibiza     | Nigel Reynolds     |                    |                    |
| 1992 | Ibiza     | Patrick Hausens    |                    |                    |
| 1993 | Ibiza     | Rockle Montgomery  |                    |                    |
| 1994 | Ibiza     | Péter Hóbor        | Martin Dvořák      |                    |
| 1995 | Ibiza     | Martin Dvořák      | Miroslav Podborský | Péter Hóbor        |
| 1996 | Ibiza     | Péter Hóbor        | Martin Dvořák      | Miroslav Podborský |
| 1997 | Ibiza     | Péter Hóbor        | Jan Strangműller   | Miroslav Podborský |
| 1998 | Ibiza     | Péter Hóbor        | Jan Strangműller   |                    |
| 1999 | Ibiza     | Péter Hóbor        | Miroslav Podborský | Péter Hóbor        |
| 2001 | Prenzlau  | Miroslav Podborský | Thoralf Berg       | Radan Pazderka     |
| 2004 | Spremberg | Thoralf Berg       | Miroslav Podborský | Glenn Hahmann      |
| 2007 | Lubmin    | Thoralf Berg       | Leoš Roušavý       | Dietmar Grimoni    |
| 2010 | Keulen    | Thoralf Berg       | Steffen Burkhardt  | Jenz Kulenkamp     |
| 2015 | Hannover  | Thoralf Berg       | Leoš Roušavý       | Enrique Peces      |
| 2017 | Křetinka  | Leoš Roušavý       | Thoralf Berg       | David Jílek        |
| 2018 | Hannover  | Tomáš Svoboda      | Martin Flinta      | Ferenc Csima       |

#### Ultra afstand
| Jaar | Locatie          | Goud         | Zilver          | Brons              |
| ---- | ---------------- | ------------ | --------------- | ------------------ |
| 1998 | Clermont-Cournon | Thoralf Berg | Pierre Marrion  | János Warvasovszki |
| 2000 | La Coupière      | Thoralf Berg | Didier Marysael | Radan Pazderka     |

### Dames

#### Sprint
| Jaar | Locatie          | Goud            | Zilver             | Brons              |
| ---- | ---------------- | --------------- | ------------------ | ------------------ |
| 2002 | Sedlčany         | Šárka Skalická  | Kateřina Pánková   | Karla Polívková    |
| 2003 | Prenzlau         | Šárka Skalická  | Kerstin Niclas     | Gabriela Lutzova   |
| 2004 | Sedlčany         | Šárka Skalická  | Monika Rosenmeier  | Karla Polívková    |
| 2005 | Halifax          | Šárka Skalická  | Karla Polívková    | Silke Harenberg    |
| 2006 | Halifax          | Karla Polívková | Katrin Burow       | Silke Harenberg    |
| 2012 | Bergsee Ratscher | Antje Fiebig    | Katrin Burow       | Lisa Teichert      |
| 2013 | Týn nad Vltavou  | Katrin Burow    | Lisa Teichert      | Ellen Mielke       |
| 2014 | Berlijn          | Susi Pawel      | Antje Fiebig       | Lisa Teichert      |
| 2015 | Šamorín          | Lisa Teichert   | Fanni Kiss         | Simona Mičušíková  |
| 2016 | Týn nad Vltavou  | Lisa Teichert   | Laura Csima        | Magdalena Koberová |
| 2017 | Komárno          | Lisa Teichert   | Bibiána Grolmusová | Magdalena Koberová |
| 2018 | Bergsee Ratscher | Lisa Teichert   | Helen Russel       | Anke Trilling      |
| 2019 | Kaposvár         | Lisa Teichert   | Magdalena Koberová | Susanne Walter     |
| 2020 | Bergsee Ratscher | Lisa Teichert   | Anke Trilling      | Susanne Walter     |

#### Middellange afstand
| Jaar | Locatie          | Goud            | Zilver              | Brons             |
| ---- | ---------------- | --------------- | ------------------- | ----------------- |
| 1999 | Sedlčany         | Karla Polívková | Šárka Skalická      | Sára Magyár       |
| 2000 | Sedlčany         | Kerstin Niclas  | Zuzana Kocumová     | Šárka Skalická    |
| 2001 | Sedlčany         | Zuzana Kocumová | Kerstin Niclas      | Šárka Skalická    |
| 2002 | Berlijn          | Šárka Skalická  | Kerstin Niclas      | Kateřina Pánková  |
| 2003 | Sedlčany         | Šárka Skalická  | Silke Harenberg     | Ilona Škálová     |
| 2004 | Halifax          | Šárka Skalická  | Kerry Copeland      | Monika Rosenmeier |
| 2005 | Sedlčany         | Antje Fiebig    | Karla Polívková     | Monika Rosenmeier |
| 2006 | Sedlčany         | Helen Parkinson | Karla Polívková     | Antje Fiebig      |
| 2007 | Sedlčany         | Helen Parkinson | Katrin Burow        | Karla Polívková   |
| 2008 | Sedlčany         | Helen Parkinson | Karla Polívková     | Katrin Burow      |
| 2009 | Sedlčany         | Hana Švarcová   | Katrin Burow        | Karla Polívková   |
| 2010 | Sedlčany         | Gail King       | Hana Švarcová       | Alena Dufková     |
| 2011 | Sedlčany         | Hana Švarcová   | Katrin Burow        | Helen Parkinson   |
| 2012 | Sedlčany         | Katrin Burow    | Lisa Teichert       | Ellen Mielke      |
| 2013 | Bergsee Ratscher | Antje Fiebig    | Katrin Burow        | Lisa Teichert     |
| 2014 | Brigg            | Sharon Colley   | Lisa Teichert       | Claire Moran      |
| 2015 | Wolsztyn         | Lisa Teichert   | Gabrielle Immendorf | Antje Möller      |
| 2016 | Orfü             | Lisa Teichert   | Lilla Flander       | Laura Csima       |
| 2017 | Orfü             | Lisa Teichert   | Kata Balázs         | Fanni Kiss        |
| 2018 | Týn nad Vltavou  | Lisa Teichert   | Magdalena Koberová  | Annika Oetjens    |
| 2019 | Brigg            | Becky Robertson | Helen Russel        | Jenny Illidge     |

#### Lange afstand
| Jaar | Locatie   | Goud               | Zilver           | Brons             |
| ---- | --------- | ------------------ | ---------------- | ----------------- |
| 1991 | Ibiza     | Andrea Spitzer     |                  |                   |
| 1992 | Ibiza     | Andrea Spitzer     |                  |                   |
| 1993 | Ibiza     | Andrea Spitzer     |                  |                   |
| 1994 | Ibiza     | Tracy Bryden       |                  |                   |
| 1995 | Ibiza     | Zsofia Perczel     | Andrea Spitzer   | Bernadett Beda    |
| 1996 | Ibiza     | Zsofia Perczel     |                  |                   |
| 1997 | Ibiza     | Zsofia Perczel     | Karla Polívková  | Markéta Šimečková |
| 1998 | Ibiza     | Karla Polívková    | ?                | Lucy Kareisová    |
| 1999 | Ibiza     | Šárka Skalická     | Andrea Spitzer   | Lucy Kareisová    |
| 2001 | Prenzlau  | Kerstin Niclas     | Claudia Falkner  | Romana Siskova    |
| 2004 | Spremberg | Monika Rosenmeier  | Silke Harenberg  | Undine Weihe      |
| 2007 | Lubmin    | Katrin Burow       | Wiebke Overbeck  | Kathrin Steinbock |
| 2010 | Keulen    | Antje Fiebig       | Undine Weihe     | Claudia Ulrich    |
| 2015 | Hannover  | Lisa Teichert      | Undine Weihe     | Ellen Mielke      |
| 2017 | Křetinka  | Eliška Vondráčková | Radka Štýbnarová |                   |
| 2018 | Hannover  | Lisa Teichert      | Susanne Walter   | Gabi Menke        |

#### Ultra afstand
| Jaar | Locatie          | Goud               | Zilver     | Brons |
| ---- | ---------------- | ------------------ | ---------- | ----- |
| 1998 | Clermont-Cournon | Gabi Menke         |            |       |
| 2000 | La Coupière      | Mireille Tranchand | Gabi Menke |       |